# In the Nursery
In the Nursery, kurz ITN, ist ein britisches Musik- und Künstlerprojekt, das 1981 in Sheffield gegründet wurde. Neben Dead Can Dance zählt es zu den Begründern der Neoklassik sowie zu den Vorreitern des Martial Industrial.

## Geschichte

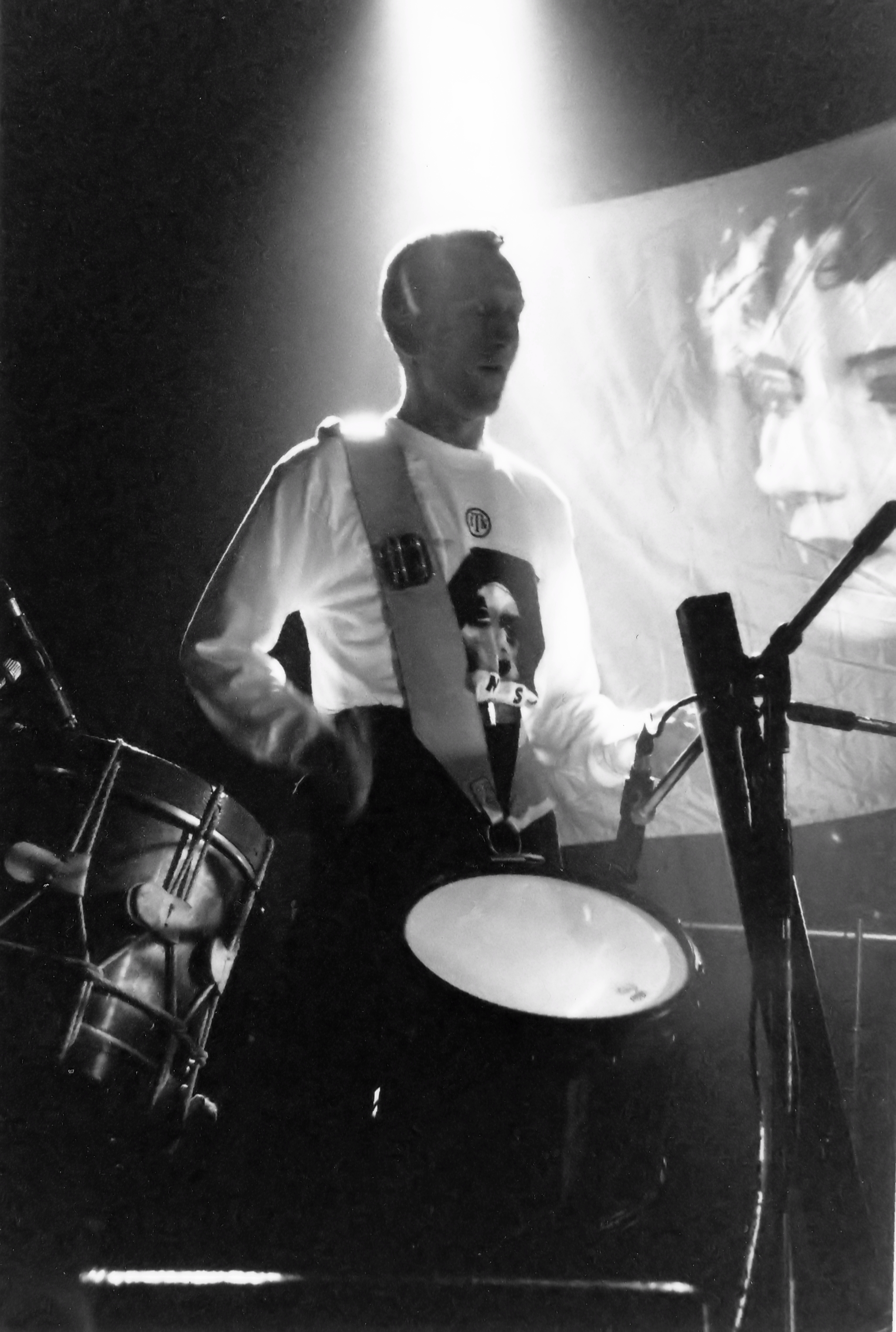
In the Nursery live in der Theaterfabrik in München-Unterföhring, 1992

In the Nursery wurde 1981 von den Brüdern Klive und Nigel Humberstone – zunächst in Form einer klassischen Rockbesetzung – gegründet, als drittes Mitglied fungierte Anthony Bennet, der In the Nursery im Jahre 1985 verließ. Markenzeichen der Formation war von Beginn an die Verwendung einer Militärtrommel. Erst zwei Jahre später erschienen die ersten Veröffentlichungen When Cherished Dreams Come True und Witness (To a Scream), mit einer klanglichen Nähe zu den Werken von Joy Division.
Ab der Mitte der 1980er lenkten In the Nursery zunehmend in das Post-Industrial-Umfeld. Die 12-inch-Singles Sonority, 1984 auf dem Label New European Recordings von Death in June veröffentlicht, und Temper von 1985 markieren diesen Wendepunkt und nehmen aufgrund des verstärkten Einsatzes der Militärtrommel die Entwicklung des Martial Industrial vorweg. Dabei treten auch erstmals klassisch inspirierte Elemente deutlicher hervor (Arm Me Audacity).
1986 erschien mit Twins das erste Full-Length-Werk, das die zuvor stilistisch beschrittenen Wege miteinander vereint, bevor 1987 mit dem Album Stormhorse der vollständige Wechsel zu einem klassisch geprägten Stil erfolgte. Stormhorse gilt mit seinem filmmusikalischen Ambiente als ein für die Neoklassik wegweisendes Werk. Mit den nachfolgenden Alben führten In the Nursery den neu eingeschlagenen Pfad bis zum 1994 veröffentlichten Album Anatomy of a Poet fort, auf dem der Schriftsteller Colin Wilson einige seiner Lieblingsgedichte vortrug. Viele der Kompositionen beruhen fast ausschließlich auf Library-Soundsamples.
Für die späteren Alben nutzten In the Nursery zunehmend Ambient-Elemente, ohne dabei jedoch auf den Einsatz der Trommeln ganz zu verzichten. Mit Les Jumeaux gründeten Klive und Nigel Humberstone darüber hinaus ein eigens für Ambient-Musik angelegtes Seitenprojekt, das in den Jahren 1996 und 1997 mit Feathercut und Cobalt zwei Alben hervorbrachte.
Außerdem starteten sie 1996 die sogenannte Optical Music Series, in deren Rahmen sie alte Stummfilme mit einem neuen Soundtrack vertonen und dies auch live aufführen. Unter den neun Teilen der Reihe befinden sich Bearbeitungen zu Das Cabinet des Dr. Caligari, Asphalt, Der Mann mit der Kamera, Eine Seite des Wahnsinns, Die Passion der Jungfrau von Orléans, Der Untergang des Hauses Usher und Die Muschel und der Kleriker.

## Diskografie
| Alben und EPs - 1983: When Cherished Dreams Come True (EP) - 1986: Twins (LP / CD) - 1987: Stormhorse (LP / CD) - 1988: Köda (LP / CD) - 1990: L’Esprit (LP / CD) - 1991: Sense (LP / CD / MC) - 1992: Duality (LP / CD / MC) - 1993: An Ambush of Ghosts (CD) ~ - 1994: Anatomy of a Poet (CD) - 1996: Deco (CD) - 1996: The Cabinet of Dr. Caligari (CD) + - 1997: Asphalt (CD) + - 1998: Lingua (CD) - 1999: Man with a Movie Camera (CD) + - 2000: Groundloop (CD) - 2001: Hindle Wakes (CD) + - 2001: Engel (CD) ~ - 2003: Praxis (CD) - 2003: A Page of Madness (CD) + - 2005: Electric Edwardians (CD) + - 2006: ERA (CD) - 2008: The Passion of Joan of Arc (CD) + - 2011: Blind Sound (CD) - 2013: The Calling (CD) ~ - 2015: The Fall of the House of Usher (CD) + - 2017: 1961 (CD) - 2019: The Seashell and the Clergyman (CD) + - 2022: Humberstone (CD) ~ Soundtrack + Teil der Optical Music Series | Singles und Maxis - 1984: Witness (To a Scream) (7") - 1985: Sonority (12") - 1985: Temper (12") - 1987: Trinity (12") - 1987: Compulsion (12") - 1990: Sesudient (12" / MCD) - 1994: Hallucinations? (12" / MCD) Retrospektiven - 1989: Counterpoint (LP / CD) - 1989: Prelude (LP / CD) - 1995: Scatter (CD) - 1997: Composite (CD) - 2000: Exhibit (CD) - 2010: Aubade (CD) Livealben - 1996: Praha 1 (CD) Remix-Alben - 2002: Cause + Effect (CD) als Les Jumeaux - 1996: Feathercut (CD) - 1997: Cobalt (CD) |